# 보성 비봉리 공룡알화석 산지
보성 비봉리의 공룡알화석 산출지는 대한민국 전라남도 보성군 득량면 비봉리에 있는, 공룡알 화석이 알둥지의 형태로 나타나 있는 곳이다. 대한민국의 천연기념물 제408호로 지정되어 있다.
중생대 백악기 퇴적층에 수많은 공룡알화석이 알둥지의 형태로 나타나 있다. 비봉리 선소해안 약 3km에 걸쳐 자리한다.

## 학술적 가치
200개가 넘는 공룡알이 발견되었으며, 매우 잘 보존된 완벽한 형태의 힙실로포돈티드 공룡알 화석이 발견되었다. 공룡과 같이 생활하였던 거북의 뼈와 거북알 화석이 발견되었다.